# Condado de Forjas de Buelna
El Condado de Forjas de Buelna es un título nobiliario español creado el 30 de mayo de 1919 por el rey Alfonso XIII a favor de Soledad de la Colina y de la Mora, viuda del industrial cántabro José María Quijano Fernández-Hontoria.
Su denominación hace referencia a la industria "Forjas de Buelna", que la familia Quijano promovió en la localidad de Los Corrales de Buelna, Cantabria.

## Condes de Forjas de Buelna
|                                     | Titular                                | Periodo                   |
| Creación por Alfonso XIII           | Creación por Alfonso XIII              | Creación por Alfonso XIII |
| ----------------------------------- | -------------------------------------- | ------------------------- |
| I                                   | Soledad de la Colina y de la Mora      | 1919-1943                 |
| II                                  | José Antonio Quijano y de la Colina    | 1943-1958                 |
| Rehabilitación por Francisco Franco |                                        |                           |
| III                                 | María de los Dolores Quijano y Otero   | 1964-2005                 |
| IV                                  | María del Carmen Quijano y Otero       | 2006- 2016                |
| V                                   | María del Carmen Lizarrituri y Quijano | 2017-                     |

## Historia de los Condes de Forjas de Buelna
Creación en 1919 por:
- Soledad de la Colina y de la Mora († en 1938), I condesa de Forjas de Buelna.

1. Casó con José María Quijano y Fernández-Hontoria. Le sucedió su hijo:

- José Antonio Quijano y de la Colina († en 1958), II conde de Forjas de Buelna.

1. Casó con Aurora González del Corral Pérez de Villegas.
2. Casó con Concepción de las Cuevas y Sánchez de Tagle.

Falleció sin descendencia.

Rehabilitado en 1964 por:
- María de los Dolores Quijano y Otero, hija de Manuel Quijano de la Colina, III condesa de Forjas de Buelna.

1. Casó con Eduardo de Mazarrasa y Rétola. Le sucedió su hermana:

Murió en Santander, el 20 de marzo de 2005.
- María del Carmen Quijano y Otero, IV condesa de Forjas de Buelna.

1. Casó con Román Lizarriturri y Travesedo, conde de Vastameroli.

Murió en Madrid, el 7 de febrero de 2016.
- María del Carmen Lizarrituri y Quijano, V condesa de Forjas de Buelna.

1. Casó con José Antonio Moreno Moreno. Con descendencia.